# Рыленки (Дубровенский район)
Рыленки (бел. Ры́ленкі) — деревня в Дубровенском районе Витебской области Беларуси. В составе Осинторфского сельсовета.

## География
Ближайшие населённые пункты Дорожная, Костино и др.

### Гидрография
Река Тухинька.

## История
В 1910 году в Ново-Тухинской волости Оршанского уезда Могилёвской губернии.
До 2017 года деревня входила в состав Застенковского сельсовета.

## Население

### Численность
- 2009 год — 1 житель

### Динамика
- 1910 год — 37 дворов, 135 муж., 130 жен.[2]
- 1999 год — 2 жителей (перепись населения)
- 2009 год — 1 житель (перепись населения)[2]

## Достопримечательность
- Мемориальный комплекс «Рыленки»[4] —  Историко-культурная ценность Республики Беларусь, шифр 213Д000473. Расположен на 467-м км автомагистрали Москва — Брест, в 1 км на север от деревни.

Мемориальный комплекс открыт 3 июля 1973 года. Скульптор Н. Рыжанков, архитектор М. Ткачук.